# جنگ‌های هوسی
جنگ‌های هوسی (انگلیسی: Hussite Wars) همچنین با نام‌های شناخته شدهٔ دیگر منجمله جنگ‌های بوهمیان یا انقلاب هوسی‌ها، عنوان یک سری جنگ‌های غیرمتعارف می باشد که توسط هوسی‌ها (پیروان بوهم و کشیش اصلاح‌طلب یان هوس) علیه پادشاهان شکل گرفت، هدف پاپ و حامیانش اجرای اقتدار کلیسای کاتولیک علیه هوسی‌ها بود. این جنگ از تاریخ ۱۴۱۹ تا ۱۴۳۴ میلادی به طول انجامید، تا زمانی که یان ژیژکا زنده بود و ارتش هوسی ها را فرماندهی میکرد هوسی‌ها موفق به شکست تمام ارتش های کاتولیک شده بودند اما پس از مرگ یان ژیژکا ارتش کاتولیک پیروز شد
هوسی‌ها یک جامعهٔ متشکل از چک و بخشی از جمعیت پادشاهی بوهم بود که در جهت تشکیل و ایجاد یک قدرت نظامی شکل گرفت، آنها پنج رجزخوانی پاپ علیه خودشان در جهت تهدید جنگ صلیبی به سال‌های ۱۴۲۰، ۱۴۲۱، ۱۴۲۲، ۱۴۲۷ و ۱۴۳۱ را رد کرده و شکست دادند. مداخلهٔ اصلی آنها باعث ایجاد جنگ‌ها و تنش‌هایی در سرزمین‌های همسایه شد، جنگ‌های هوسی همچنین به خاطر استفاده از سلاح‌های جدید دستی از جمله زنبورک در تاریخ معروف می‌باشد، این جنگ‌ها پس از سال ۱۴۳۴ به پایان رسید.

## پیش‌زمینه و دورنمای تاریخی ایجاد جنگ‌های هوسی
در قرن چهاردهم میلادی و پس از مرگ سیاه در اروپا، زمانی که از جانب پاپ غالباً یک رهبری خوب ارائه نمی‌گردید، و همین‌طور از آنجا که رقبا برای احراز سمت فوق با یکدیگر در ستیز بودند. جنبش‌های اصلاح‌طلبانهٔ جدیدی ایجاد گردید که نه می‌توانست در داخل کلیسا به شکل سربسته باقی بماند و نه می‌شد آن را به عنوان یک بدعت‌گذاری محض سرکوب کرد، از آن جمله می‌توان به پیروان جان هوس از اهالی بوهمیا و جان ویکلیف از انگلستان اشاره نمود، علی‌رغم تلاش‌هایی که اصلاح‌طلبان در داخل کلیسا به عمل آوردند. 
در اواخر قرون وسطی شکاف‌هایی در صفوف کلیسا به وجود آمد که سرانجام به از میان رفتن وحدت کلیسا در غرب منتهی گردید و نهضت اصلاح‌طلب معترضان یا پروتستان در آن نواحی پا گرفت، در گوشه و کنار قلمرو پاپ رهبر مسیحیان مخالفت‌هایی پدیدار گشت از جمله یان هوس که رحمت‌فروشی و برخی دیگر از کارهای پاپ و کلیساداران را نادرست می‌دانست و سر به مخالفت برداشت، یان هوس بعدها در چنگال پاپ گرفتار گشت تا اینکه بالاخره در تاریخ ۱۴۱۹ زنده زنده در آتش سوزانده شد.

## نگارخانه

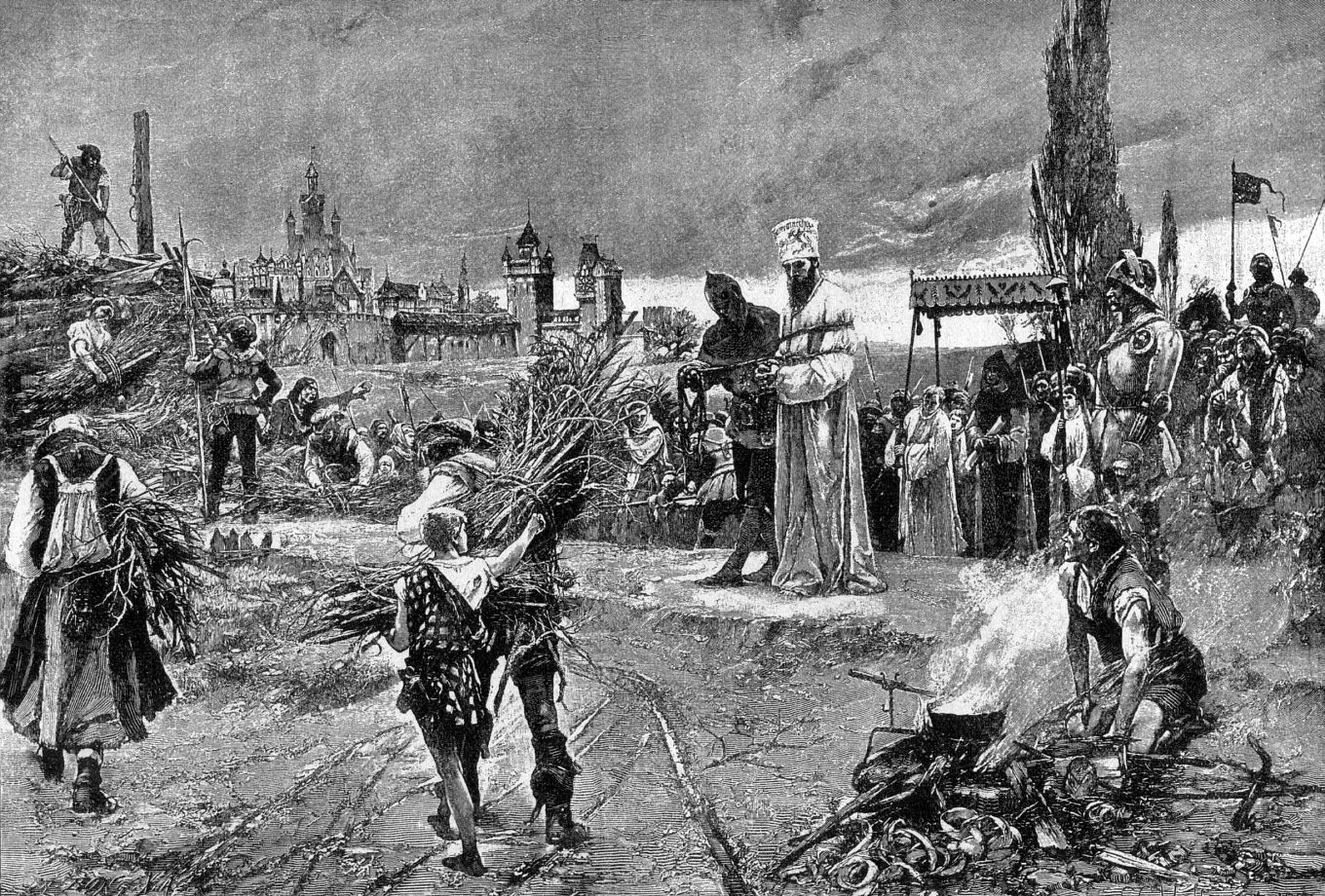
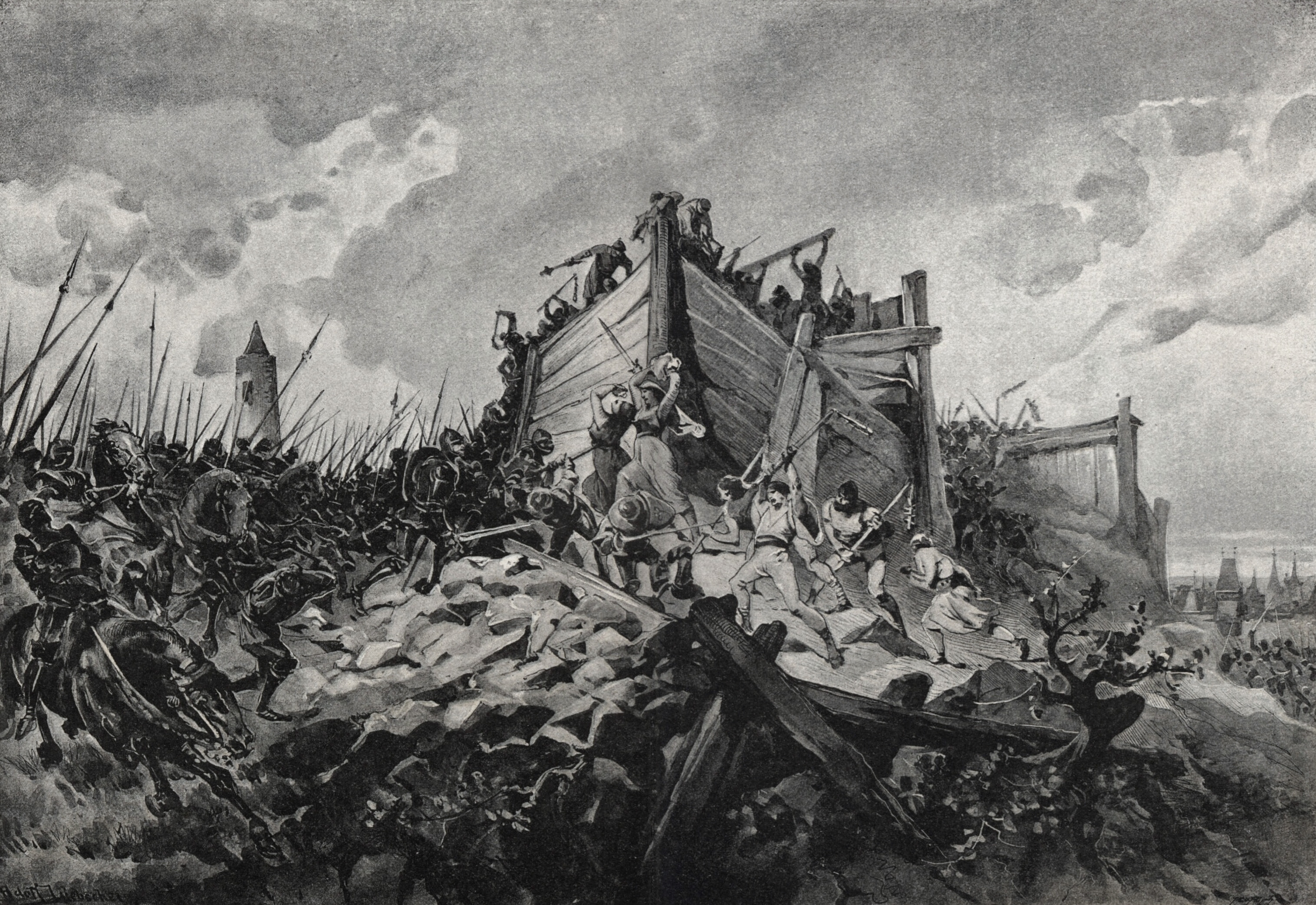
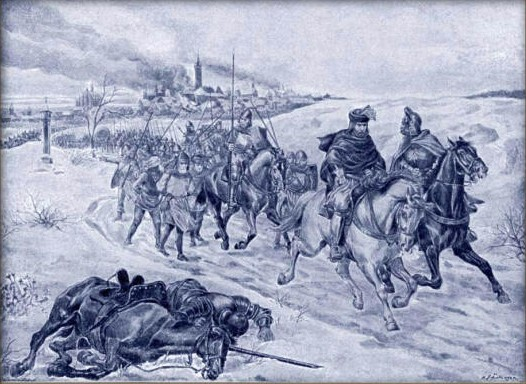
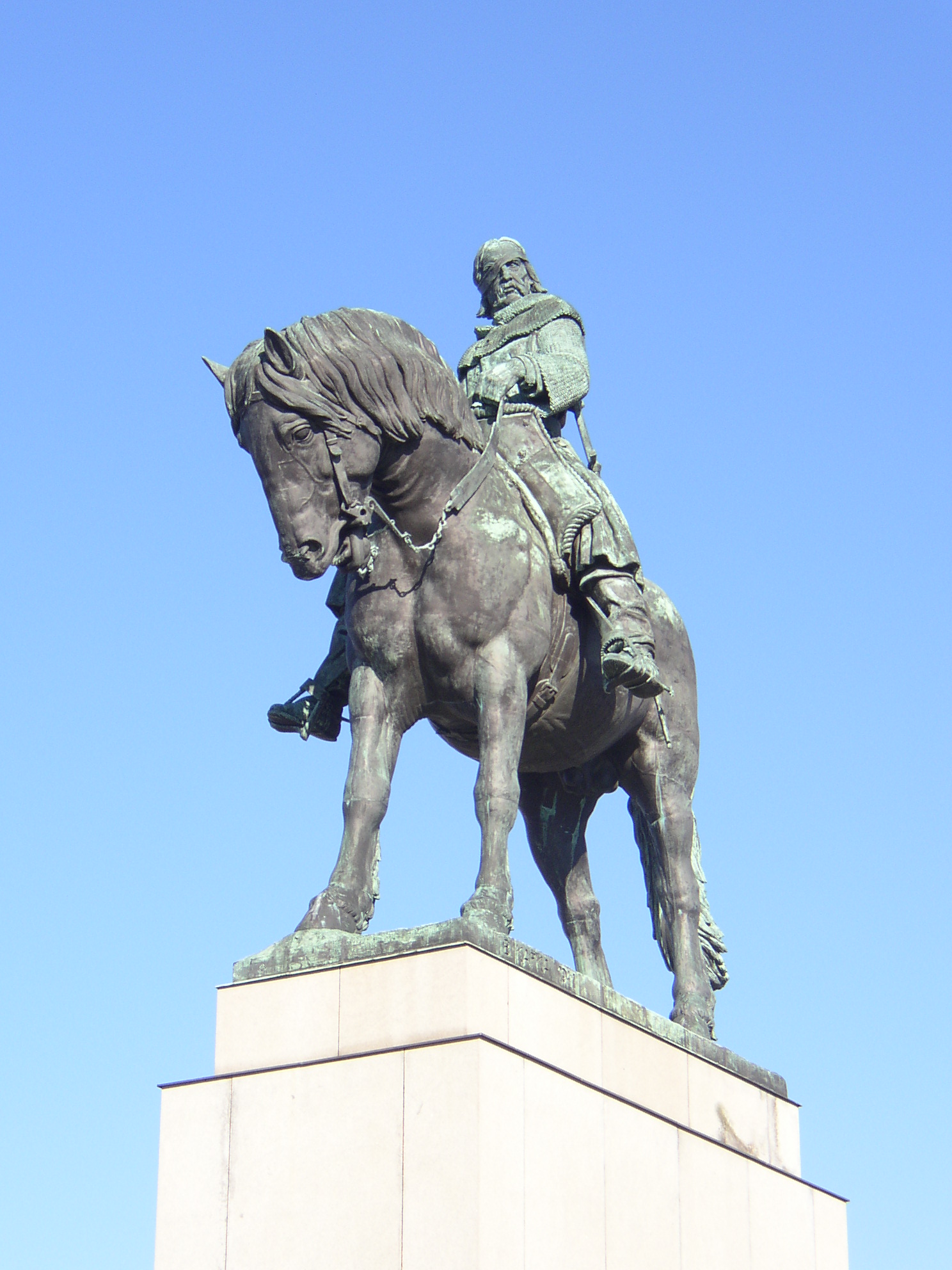
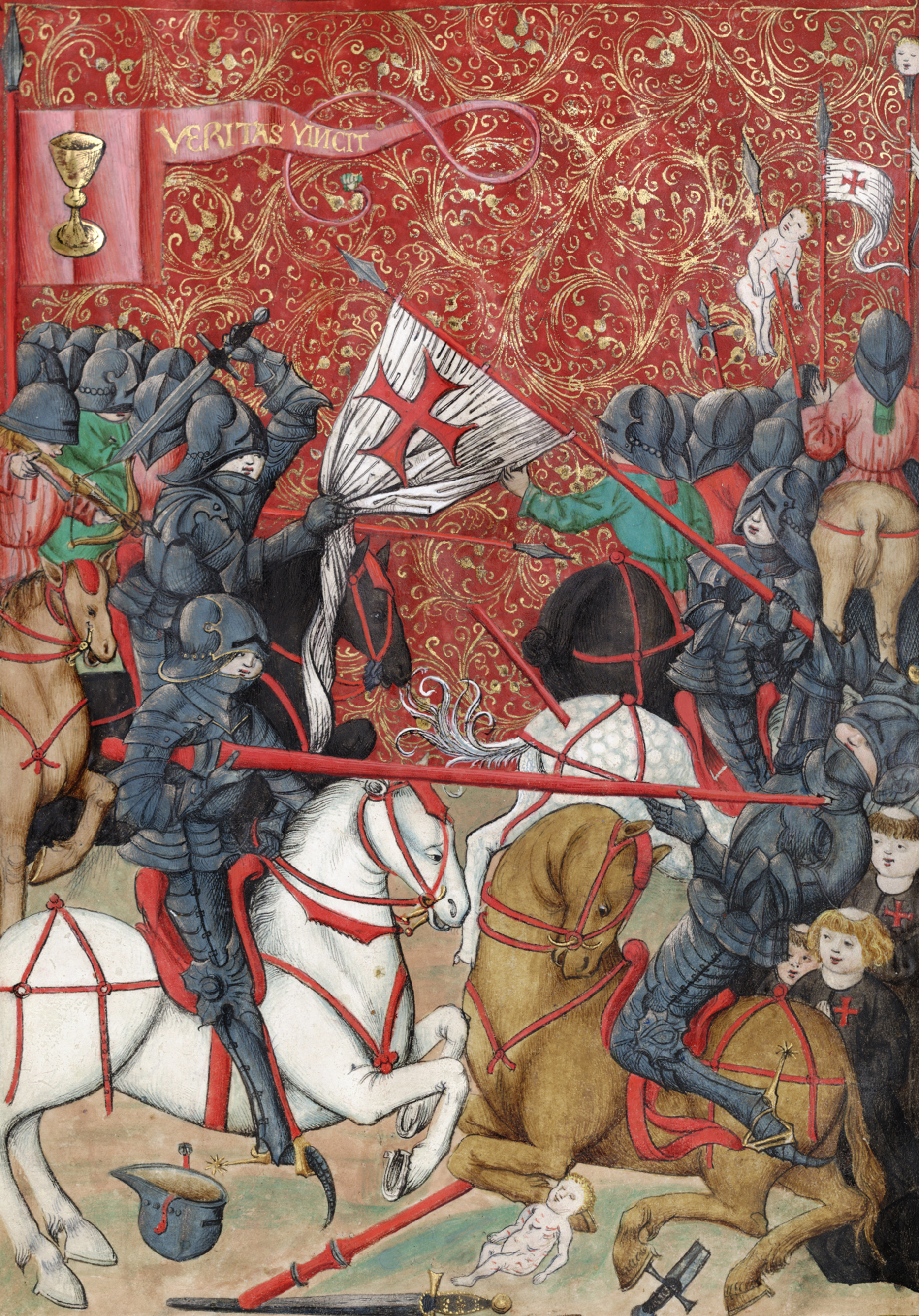
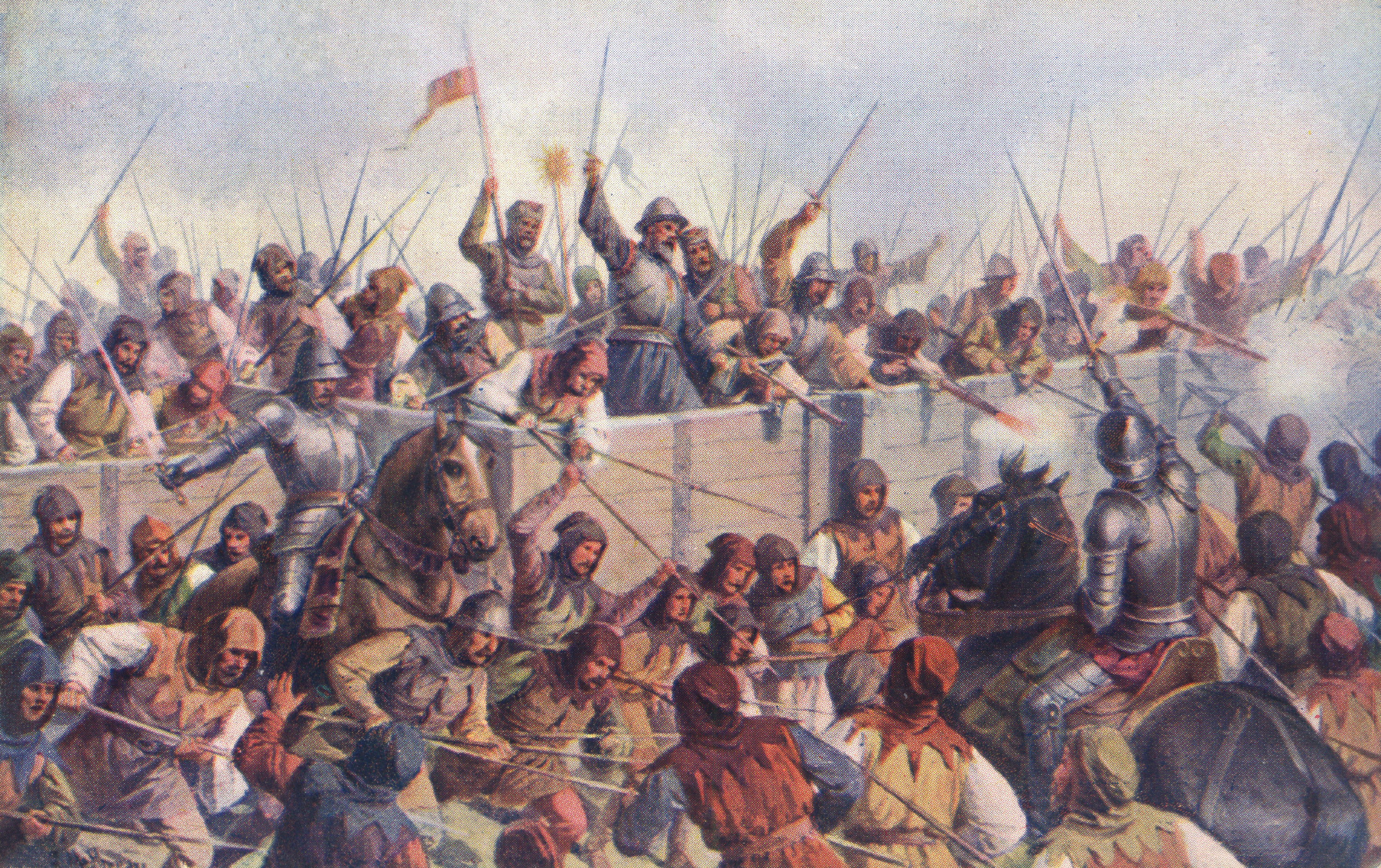
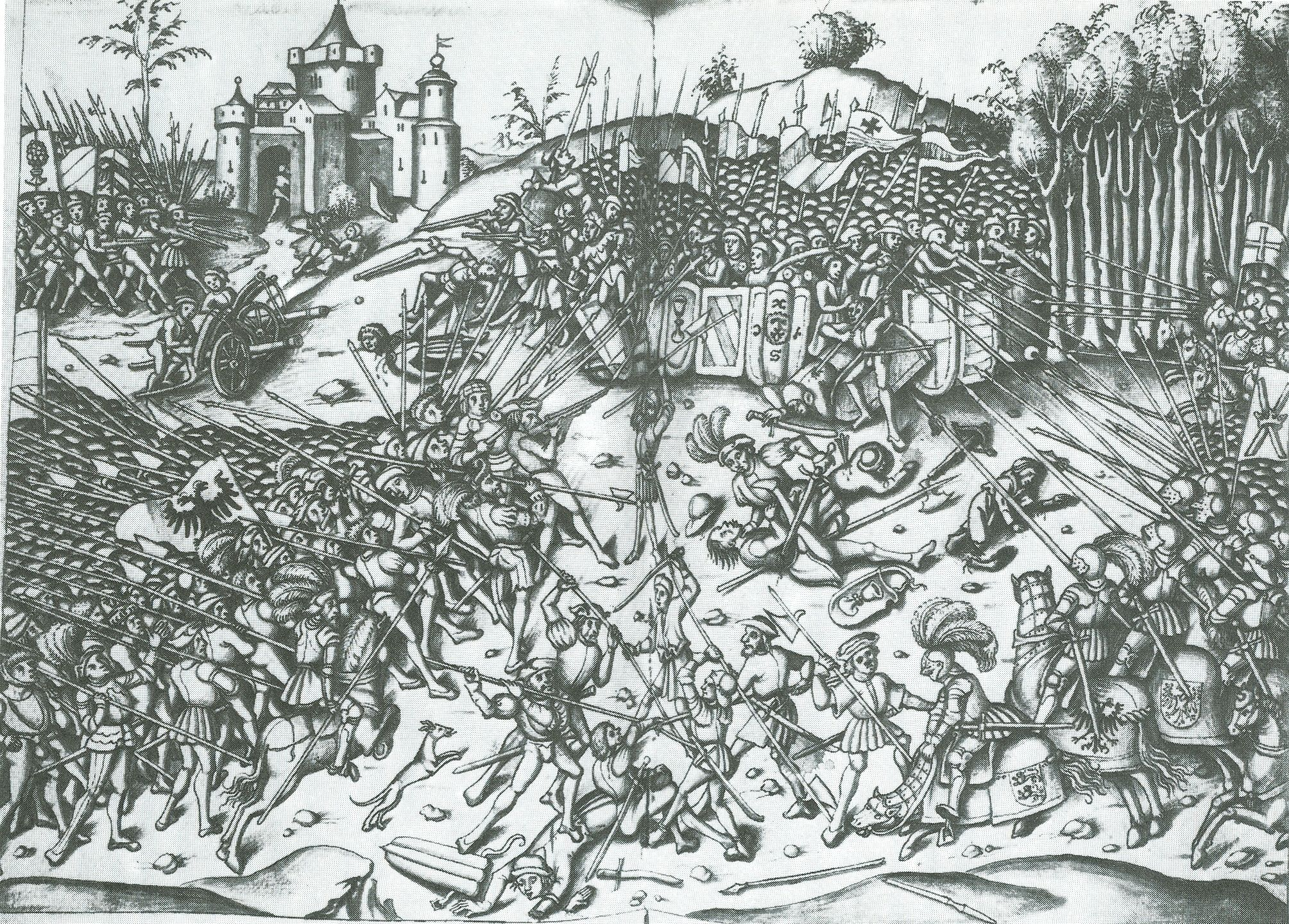